# Kepler-47
Kepler-47 là một hệ sao đôi với ba hành tinh ngoài quỹ đạo xung quanh cặp sao nằm cách Trái Đất khoảng 1 055 parsec (3.442 năm ánh sáng). Hai hành tinh đầu tiên được công bố được đặt tên là Kepler-47b và Kepler-47c. Kepler-47 là hệ thống đa hành tinh tròn đầu tiên được phát hiện bởi sứ mệnh Kepler. Ngoài cùng của các hành tinh là một khối khí khổng lồ quay quanh khu vực có thể sinh sống được của các ngôi sao. Bởi vì hầu hết các ngôi sao là hệ nhị phân, phát hiện ra rằng các hệ thống đa hành tinh có thể hình thành trong một hệ thống như vậy đã tác động đến các lý thuyết trước đây về sự hình thành hành tinh.

## Hệ hành tinh
Trước khi phát hiện ra hệ hành tinh Kepler-47 bởi Jerome Orosz, các đồng nghiệp của ông, cũng như các nhà thiên văn học từ Đại học Tel-Aviv vào năm 2012, người ta cho rằng không thể tồn tại các sao đôi với nhiều hành tinh. Người ta tin rằng nhiễu loạn hấp dẫn gây ra bởi các ngôi sao mẹ quay quanh quỹ đạo sẽ khiến bất kỳ hành tinh tròn nào va chạm với nhau hoặc bị đẩy ra khỏi quỹ đạo, đi vào một trong các ngôi sao mẹ hoặc ra khỏi hệ thống. Tuy nhiên, khám phá này chứng minh rằng nhiều hành tinh có thể hình thành xung quanh các sao đôi, ngay cả trong các khu vực có thể ở của chúng; và trong khi các hành tinh trong hệ Kepler-47 không có khả năng có sự sống, các hành tinh khác quay quanh hệ sao đôi có thể có thể ở được và có thể hỗ trợ sự sống. Bởi vì hầu hết các ngôi sao là hệ nhị phân, phát hiện ra rằng các hệ thống đa hành tinh có thể hình thành trong một hệ thống như vậy đã tác động đến các lý thuyết trước đây về sự hình thành hành tinh và có thể mang lại nhiều cơ hội hơn để tìm kiếm các hành tinh ngoài hành tinh có khả năng sinh sống.
| Thiên thể đồng hành (thứ tự từ ngôi sao ra) | Khối lượng      | Bán trục lớn (AU) | Chu kỳ quỹ đạo (ngày) | Độ lệch tâm     | Độ nghiêng      | Bán kính        |
| ------------------------------------------- | --------------- | ----------------- | --------------------- | --------------- | --------------- | --------------- |
| b                                           | 8.427 ± 0.62 M🜨 | 0.2956 ± 0.0047   | 49.51 ± 0.04          | <0.035          | 89.59 ± 0.5°    | 3.03 ± 0.12 R🜨  |
| d                                           | 25 ± 18 M🜨      | 0.6992 ± 0.0033   | 187.35 ± 0.15         | 0024+0017 −0025 | ≈90°            | 704+049 −066 R🜨 |
| c                                           | 23.17 ± 1.97 M🜨 | 0.989 ± 0.016     | 303.158 ± 0.072       | <0.411          | 89.825 ± 0.010° | 4.61 ± 0.20 R🜨  |